# Georges Beauvilliers
Georges Beauvilliers est un acteur français né le 12 février 1932 à Itteville (Seine-et-Oise) et mort le 4 février 2010, chez lui à Asnières, rue Albert-Ier.

## Biographie
Georges Beauvilliers fut d'abord un acteur au théâtre, notamment avec Raymond Rouleau, Antoine Bourseiller, Jacques Fabbri, Jean Dasté, Roger Planchon, etc. 
« un comédien applaudi, une année durant, à Saint-Étienne: un immense séducteur dont le physique n'était pas sans faire songer tant à Robert Hossein qu'à Jean Ferrat… » selon Michel Kemper, biographe de Bernard Lavilliers. Il est venu rapidement au cinéma, notamment avec André Cayatte, Richard Fleischer, Julien Duvivier, puis à la télévision, notamment dans plusieurs épisodes de Thierry la Fronde où il incarne le duc de Lancastre et dans la série Bayard de Claude Pierson.

## Théâtre
- 1959 : Les Amants de Teruel[4] m.e.s. Raymond Rouleau et musique Mikis Theodorakis au Théâtre Sarah Bernhardt. Cette œuvre fut ensuite adaptée à l'écran par Raymond Rouleau en 1961.
- 1961 : Junon et le Paon de Sean O'Casey m.e.s. Georges Goubert[5], Centre Dramatique de l'Ouest, au Théâtre de la Renaissance
- 1962 : Dans la jungle des villes de Bertolt Brecht m.e.s. Antoine Bourseiller au Studio des Champs-Élysées
- 1963 : Les Parachutistes de Jean Cau m.e.s. Antoine Bourseiller au Studio des Champs-Élysées
- 1963 : La Religieuse d'après Denis Diderot m.e.s. Antoine Bourseiller au Studio des Champs-Élysées (avec Anna Karina)
- 1964 : L'Officier recruteur d'après George Farquhar m.e.s. Michel Dubois à Saint Étienne (1964)
- 1964 : Roméo et Juliette de William Shakespeare m.e.s. Jean Darnel au Festival de Saintes.
- 1965 : L'Avare de Molière m.e.s. Jean Dasté à Saint Étienne
- 1966 : Le Dernier Adieu d’Armstrong de John Arden m.e.s. Jacques Rosner à Villerbanne.
- 1968 : L'étoile devient rouge de Sean O'Casey, m.e.s. Pierre Valde.
- 1968 : Le Mystère de l'office des morts de Michel Cazenave m.e.s. Serge Ligier au Théâtre de l’Alliance Française.
- 1969 : La Contestation et la mise en pièces du Cid, création d'après Corneille de Roger Planchon au TNP de Villeurbanne et au Théâtre Montparnasse.
- 1969 : Raymond Lulle[6] d'Irma van Lawick, m.e.s. Serge Ligier au Théâtre de l’Alliance Française.
- 1971 : Le Roman de Flamenca de Guy Vassal, m.e.s. Gilles Léger...
- 1971 : Le Procès des Templiers de Guy Vassal, m.e.s. Guy Vassal
- 1971 : La Folle de Chaillot de Jean Giraudoux m.e.s. Michel de Ré en tournée au Maroc (les Amis du théâtre de France).
- 1972 : Le Testament du chien d'Ariano Suassuna, m.e.s. Michel Dubois au Centre Dramatique de Besançon.
- 1972 : Droits d'asile de Yan Balinec, m.e.s. Georges Peyrou
- 1973 : Incident à Vichy d'Arthur Miller, m.e.s. Sacha Pitoeff en tournée.
- 1974 : Gilles de Rais de Guy Vassal, m.e.s. Gilles Léger.
- 1976 : Martin Eden d'après Jack London, avec Dany Tayarda[7], m.e.s. Jean-Louis Sarthou au Studio d’Ivry et tournée nationale (plus de 300 représentations)
- 1976 : La Florentine d'après La Mandragore de Machiavel, pièce française de Jean Canolle, avec Thierry Murzeau, Marie-Noëlle Rosbec, Michel Prudhomme, Jean Michel Paris, m.e.s. Gérard Maro[8], Festival des châteaux d'Auvergne.
- 1978 : Barouf à Chioggia de Carlo Goldoni m.e.s. F. Timmermann au Théâtre 13
- 1981 : Le Goûter des généraux de Boris Vian, m.e.s. Christian Grau-Stef au Théâtre de Paris
- 1982 : Deburau de Sacha Guitry m.e.s. Jacques Rosny en tournée.
- 1983 : L'Omelette au pingouin de Josiane Lévêque, m.e.s. Jacques Fabbri au Café de la Gare
- 1984 : Le Prix Martin d'Eugène Labiche, m.e.s. Jean-Louis Sarthou au Théâtre d'Orly.
- 1986 : Le Dieu foudroyé de Jean Hamburger m.e.s. Nabil El Azan aux entretiens de Bichat.
- 1989 : Théodore le grondeur de Carlo Goldoni, adaptation d'Antoine Charavay, m.e.s. Didier Perrier, Théâtre de Saint-Quentin, au Nouveau Théâtre Mouffetard et en tournée.
- 1991 : L'Art de la comédie d'Eduardo De Filippo avec Maurice Chevit, m.e.s. Didier Perrier, Théâtre de Saint-Quentin, au Nouveau Théâtre Mouffetard et en tournée.
- 1996 : Le Jeu de l'amour et du hasard de Marivaux, avec Alain Bouzigues et Isabelle Andréani, m.e.s. Jean Michel Paris, La Manufacture de Théâtre à Saint-Quentin et en tournée.

## Filmographie

### Télévision
- 1964 : Bayard, épisode L'Ours : Jacques Greysin[9] ;
- 1964 : Thierry la Fronde, saison 2, épisode 1, Les reliques ;
- 1964 : Thierry la Fronde, saison 2, épisode 9, La chronique oubliée ;
- 1965 : Thierry la Fronde, saison 3, épisode 10, La chanson d'Isabelle ;
- 1965 : Thierry la Fronde, saison 3, épisode 11, Les secrets du prieur ;
- 1971 : Robert Macaire (téléfilm, 1971) de Pierre Bureau (téléfilm) : le policier ;
- 1974 : Un curé de choc (26 épisodes de 13 minutes) de Philippe Arnal
- 1976 : Nick Verlaine ou Comment voler la Tour Eiffel, de Claude Boissol, épisode : Soyez bons pour les animaux
- 1978 : Le temps des as, réalisateur Claude Boissol, épisode Les faucheurs de marguerite[réf. nécessaire] : Le chirurgien[10] ;
- 1980 : Médecins de nuit de Peter Kassovitz, épisode : Un plat cuisiné (série télévisée)
- 1980 : La Traque, série policière de Philippe Lefebvre : Le capitaine à Dole[11] ;
- 1980 : Les Dossiers de l'écran, d'André Cayatte, épisode La Faute[12] ;
- 1982 : Commissaire Moulin, saison 2, épisode 4, Le patron : Le maître d'hôtel[13] ;
- 1991 : Meurtre avec préméditation (1989–1996), réalisateur Claude Boissol, épisode Le squale[14] ;
- 1991 : Cas de divorce, réalisateur Gérard Lespinasse[réf. nécessaire], épisode 92, Jarrige contre Jarrige : Thomas Jarrige[15] ;
- 1995 : Un ange passe, réalisateur Guy Jorré, rôle de Marco[16] ;
- 2003 : Julie Lescaut, saison 12, épisode 1, La tentation de Julie, de Klaus Biedermann : Gianetti.

### Cinéma
- 1960 : Drame dans un miroir (Crack in the mirror), de Richard Fleischer[réf. nécessaire] ;
- 1960 : Boulevard, de Julien Duvivier[réf. nécessaire] ;
- 1965 : La Grosse Caisse, réalisateur Alex Joffé[réf. nécessaire] ;
- 1966 : Les Ruses du diable (Neuf portraits d'une jeune fille), de Paul Vecchiali : Julien[17] ;
- 1966 : Ils sont nus, de Claude Pierson : Un employé[18] ;
- 1972 : Justine de Sade, de Claude Pierson : Roland[19] ;
- 1976 : L'Année sainte, réalisateur Jean Girault[réf. nécessaire] ;
- 1981 : Votre enfant m'intéresse, de Jean-Michel Carré : Un industriel[20] ;
- 1982 : Enigma, de Jeannot Szwarc[21] ;
- 1983 : Les Jocondes, de Jean-Daniel Pillault[réf. nécessaire] ;
- 1984 : Mesrine, d'André Génovès[réf. nécessaire] ;
- 1986 : Le Complexe du kangourou, de Pierre Jolivet : Le patron bougnat[22] ;
- 1992 : Le Coup suprême, de Jean-Pierre Sentier[23] ;
- 1997 : Fred, de Pierre Jolivet : Le contremaître[24].